# Ибиза (град)
Ибиза (неправилно Ибица; шп. Ibiza, кат. Eivissa) град је у Шпанији у аутономној заједници Балеарска Острва. Према процени из 2017. у граду је живело 49 549 становника.

## Становништво
Према процени, у граду је 2017. живело 49 549 становника.
| 2017.  |
| ------ |
| 49.549 |

## Партнерски градови
- Сан Франсиско де Кампече
- Арцачена
- Канкун